# 海爾 (康沃爾郡)
海爾（英語：Hayle）是英國英格蘭康沃爾郡的一個小鎮和民政教區，位於彭贊斯東部7英里（11公里）處。

## 外部連結
- 维基导游上有關Hayle的旅行指南
- 中的“Hayle”
- Hayle Town Council （页面存档备份，存于）
- Cornwall Record Office Online Catalogue for Hayle